# Argument (retorik)
Argument är inom retorik en följd av påståenden i en argumentation som anförs som skäl för eller mot en tes. Ett argument syftar vanligtvis på ett av de led som ingår i en slutledning, men kan också avse hela resonemanget som sådant, särskilt inom logik och filosofi. En argumentation består av en serie påståenden som börjar med argumentationens premisser och som mynnar ut i argumentationens tes. Resonemangets slutledningar ska visa att slutsatsen följer ur dess premisser.
En argumentation kan bedömas på två sätt: dels om de premisser som argumentationen bygger på är hållbara, och dels om premisserna är relevanta för argumentationens slutsats. Om premisserna är hållbara är argumentationen som helhet hållbar. Om slutsatsen följer av premisserna är argumentationen giltig. En ogiltig argumentation kallas också ett felslut.
En argumentation kan vara deduktivt eller induktivt. I en deduktiv argumentation ska slutsatsen vara en logisk följd av premisserna, och om argumentationen är giltig måste slutsatsen vara sann om premisserna är sanna. En induktiv argumentation innebär att premisserna ger stöd för slutsatsen, utan att slutsatsen följer logiskt.

## Argument
Argument kan delas in i sakargument och känsloargument. 

### Sakargument
- Prejudikat (även om det finns undantag)
- Hänvisning till lag
- Reproducerbara labbresultat
- Logiska slutledningar

### Känsloargument
- Motvilja mot motståndarens budskap eller argument
- Argument baserade på rädslan för motståndarbudskapets innehåll

### Bedrägliga argument
- Cirkelargumentation
- Hänvisning till anonym källa
- Hänvisning till ordspråk
- Ad hominem-argument (personangrepp)
- Skällsord
- Allegoriskt angrepp
- Ekvivokation
- Ledande fråga